# Pietro Ayres
Pietro Ayres, pol. Piotr Ayres, (ur. 9 listopada 1794 w Savigliano, zm. 11 czerwca 1878 w Turynie) – włoski artysta malarz, tworzył głównie w Piemoncie, a także w Polsce.

## Życiorys
W Savigliano i Fossano zaczął malować pierwsze portrety. W 1812 jako żołnierz napoleoński przybył do Rosji i tam pozostał. Zamieszkał w Moskwie, gdzie zajmował się malowaniem portretów dla dworu carskiego. Około 1815 hrabia Stanisław Kostka Potocki zaprosił go do Polski, gdzie Ayres malował obrazy dla pałaców Potockich w Warszawie, Wilanowie, Gucinie Gaju i Morysinie (w Wilanowie zachowały się jego obrazy olejne i freski z motywami alegorycznymi i pejzażami). Na wystawie Sztuk Pięknych w 1819 w Warszawie dwa obrazy Ayresa zostały nagrodzone złotym medalem (Zachód słońca i Powrót Sylena ze święta Bachusa).
W 1820 Ayres wyjechał do Rzymu. Później osiadł w Turynie, gdzie mianowano go malarzem nadwornym. W 1833 został profesorem w Akademii Albertina i zyskał sławę jako malarz oficjalnych portretów w stylu neoklasycznym (m.in. Wiktora Emanuela II). Wykonał także freski w zamkach królewskich w Racconigi i Pollenzo oraz obrazy religijne dla kościołów m.in. w Turynie. W ostatnich latach życia stracił wzrok.